# Latukan
Latukan is een bestuurslaag in het regentschap Lamongan van de provincie Oost-Java, Indonesië. Latukan telt 3713 inwoners (volkstelling 2010).